# Châu Thành (An Giang)
Châu Thành is een district in de Vietnamese provincie An Giang. De oppervlakte van het district is 347 km² en heeft 171.480 inwoners. Het district bestaat uit een twaalftal dorpen en 63 gehuchten. De Hậu stroomt door het district.